# Karl Pfeiffer (Zahnmediziner)
Karl Pfeiffer (* 21. Mai 1908; † nach 1966) war ein deutscher Zahnarzt.

## Leben
Pfeiffer legte 1933 an der Universität Freiburg seine Promotionsschrift vor, in der er die Zahn- und Mundpflege bei den Volksschulkindern in Freiburg unter Berücksichtigung der sozialen Stellung der Eltern untersuchte.
Nach dem Zweiten Weltkrieg war er Präsident der Landeszahnärztekammer in Baden.
In Würdigung seiner Verdienste um den Aufbau der zahnärztlichen Standesorganisation wurde er Ende 1951 mit dem Verdienstkreuz am Bande der Bundesrepublik Deutschland ausgezeichnet.